# 1e Grammy Awards
De eerste editie van de jaarlijkse Grammy Awards, waarbij prijzen werden uitgereikt in verschillende categorieën voor de beste Amerikaanse muzikanten, vond plaats op 3 mei 1959 in het Beverly Hilton in Los Angeles, Californië. De prijzen werden uitgereikt aan muziekproducties die in 1958 op de markt waren verschenen.

## Prijzen

### Algemeen
- Record of the Year
  - "Nel Blu Dipinto di Blu (Volare)" - Domenico Modugno
- Album of the Year
  - "The Music from Peter Gunn" - Henry Mancini
- Song of the Year
  - Domenico Modugno (componist) voor "Nel Blu Dipinto di Blu (Volare)" (uitvoerende: Domenico Modugno)

### Pop
- Best Female Vocal Performance (zangeres)
  - "Ella Fitzgerald Sings the Irving Berlin Songbook" - Ella Fitzgerald
- Best Male Vocal Performance (zanger)
  - "Catch a Falling Star" - Perry Como
- Best Performance by a Vocal Group or Chorus (groep/koor)
  - "That Old Black Magic" - Keely Smith & Louis Prima
- Best Performance by an Orchestra for Dancing (dansorkest)
  - "Basie" - Count Basie
- Best Performance by an Orchestra or Instrumentalist with Orchestra (orkest of solist met orkestbegeleiding)
  - "Billy May's Big Fat Brass" - Billy May

### Klassieke muziek
- Best Classical Performance (orkest)
  - "Gaieté Parisienne" - Felix Slatkin (dirigent)
- Best Classical Performance (instrumentalist/solist met orkestbegeleiding)
  - "Tchaikovsky: Piano Concerto No. 1 In B Flat Minor, Op. 23" - Van Cliburn
- Best Classical Performance (instrumentalist/solist zonder orkestbegeleiding)
  - "Golden Jubilee" - Andrés Segovia
- Best Classical Performance (kamermuziek)
  - "Beethoven: Quartet 130" - Hollywood String Quartet
- Best Classical Performance (zanger/zangeres)
  - "Operatic Recital" - Renata Tebaldi
- Best Classical Performance (koor/opera)
  - "Virtuoso" - Roger Wagner (dirigent)

### Kinderrepertoire
- Best Album for Children 
  - "The Chipmunk Song" - Ross Bagdasarian

### Comedy
- Best Comedy Album
  - "The Chipmunk Song" - Ross Bagdasarian

### Composing and arranging (Compositie & arrangementen)
- Best Musical Composition 
  - Nelson Riddle (componist) voor Cross Country Suite
- Best Arrangement
  - Henry Mancini (arrangeur) voor The Music from Peter Gunn, uitvoerende: Henry Mancini

### Country
- Best Country & Western Recording
  - "Tom Dooley" - The Kingston Trio

### Jazz
- Best Jazz Performance (solist)
  - "Ella Fitzgerald Sings the Duke Ellington Songbook" - Ella Fitzgerald
- Best Jazz Performance (groep/orkest/big band)
  - "Basie" - Count Basie

### Musical
- Best Original Cast Album (Broadway/TV) (Beste opname van een oorspronkelijke Broadway- of tv-cast)
  - "The Music Man" - Meredith Willson (componist)
- Best Sound Track Album, Dramatic Picture Score or Original Cast (Beste muziek uit film of tv-show, of cast-opname uit film of tv-show)
- "Gigi" (filmsoundtrack) - André Previn (dirigent)

### Hoezen
- Best Album Cover 
  - Frank Sinatra (ontwerper) voor Frank Sinatra Sings for Only the Lonely, uitvoerende: Frank Sinatra

### Production and Engineering (Productie & techniek)
- Best Engineered Album, Non-Classical (Beste techniek op niet-klassiek album)
  - Ted Keep (techniek) voor "The Chipmunk Song" (uitvoerende: David Seville)
- Best Engineered Album, Classical (Beste techniek op klassiek album)
  - Sherwood Hall III (technicus) voor Duets with the Spanish Guitar (uitvoerenden: Laurindo Almeida & Salli Terri)

### R&B
- Best Rhythm & Blues Recording
  - "Tequila" - The Champs

### Gesproken woord
- Best Spoken Word Album
  - "The Best of the Stan Freberg Shows" - Stan Freberg